# No Name (品牌)

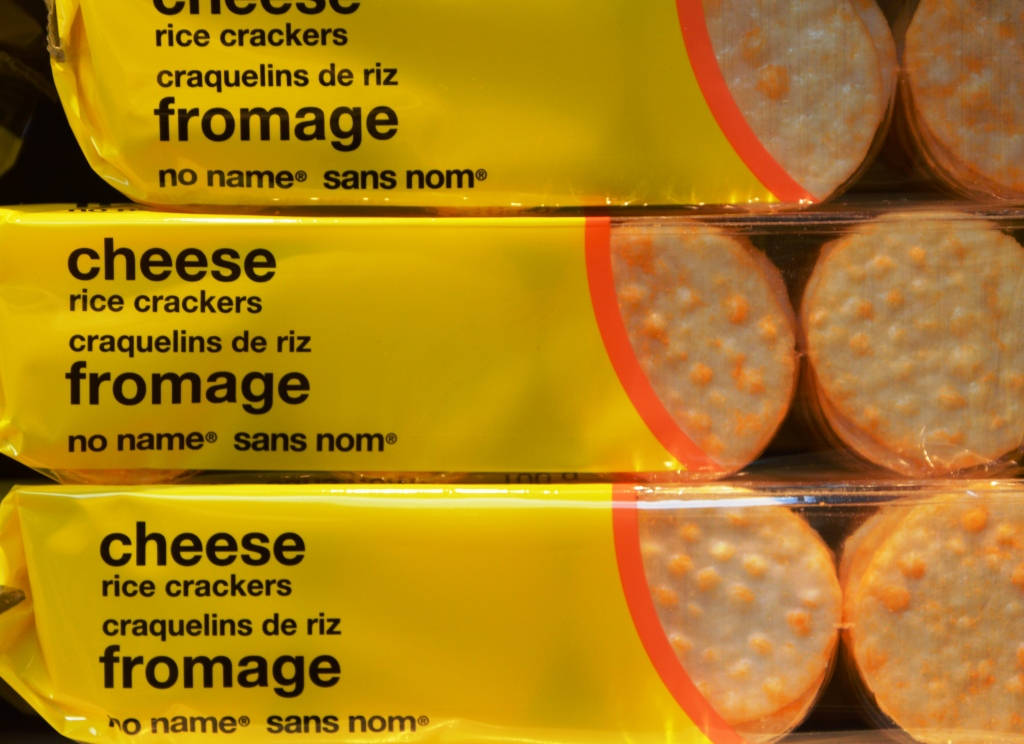
No name 芝士米饼

No Name是加拿大食品零售商罗布劳公司旗下的食品与生活用品品牌，该品牌的产品在加拿大各大零售商处均有出售，其中包括Loblaws、No Frills、Dominion Store (纽芬兰)、Real Canadian Superstore等。绝大多数零售商为罗布劳旗下子公司。

## 历史
罗布劳公司于1978年3月21日发布16件以黄色底色与黑色字体为包装图案的产品，并以“No Name”作为其品牌。该品牌承诺所有产品的售价均会比其他同等产品低10-40%。在发布后的24小时内，该产品在安大略省境内的135家Loblaws上架，且配以整版广告宣传该品牌物美价廉。该品牌的成本控制以及统一的包装成为罗布劳公司在进货时压价的砝码。